# Hart Racing Engines
Hart Racing Engines (später: Brian Hart Ltd.) war ein in Harlow, Großbritannien, ansässiger Hersteller von Rennsportmotoren. Das Unternehmen wurde 1969 von dem ehemaligen Rennfahrer Brian Hart gegründet. Von Hart konstruierte Motoren waren in den 1970er Jahren eine feste Größe in der Formel 2. Von 1981 bis 1997 war Hart nahezu ununterbrochen in der Formel-1-Weltmeisterschaft vertreten; das Unternehmen trat hier sowohl als Hersteller eigener Motoren als auch als Tuner von Cosworth-Motoren in Erscheinung. Hart war einer der kleinsten Motorenhersteller der Formel 1. Das Unternehmen operierte zumeist mit sehr kleinem Budget, sodass die Motoren nicht immer auf dem neuesten technischen Stand waren. Harts selbst entwickelte Formel-1-Motoren waren nicht zuletzt deshalb weniger erfolgreich als die von ihm im Kundenauftrag überarbeiteten Cosworth-Triebwerke. 1998 übernahm Tom Walkinshaw den Motorenhersteller und gliederte ihn in sein Formel-1-Team Arrows ein. Bis 1999 gingen von Brian Hart konstruierte Formel-1-Motoren unter der Markenbezeichnung Arrows an den Start.

## Hart-Motoren in der Formel 2
Brian Hart begann 1969 mit der Wartung und dem Tuning von Cosworth-Motoren, die seinerzeit in der Formel-2-Europameisterschaft zum Einsatz kamen. Anfänglich befasste sich Hart mit Cosworth-FV-Motoren, ab 1972 auch mit den neueren Cosworth-BD-Vierzylindern. Erste Erfolge stellten sich 1971 und 1972 ein, als Ronnie Peterson (March) bzw. Mike Hailwood (Team Surtees) mit Cosworth-Motoren, die von Hart präpariert worden waren, die Europäische Formel-2-Meisterschaft gewinnen konnten.
Der erste Motor, der den Namen Hart trug, war der Hart 420R, ein 2,0 Liter großer Reihenvierzylindermotor, der vom Cosworth BD abgeleitet war. Der 420R erschien in der Formel-2-Saison 1976 bei den Teams Project Four Racing und Kauhsen; Fahrer waren unter anderem Eddie Cheever und Klaus Ludwig. Project Four war ein von Ron Dennis gegründeter Rennstall, der 1981 in dem Formel-1-Team McLaren aufging; das Präfix MP4, das noch heute den Bezeichnungen der Rennwagen von McLaren vorangestellt wird, steht als Abkürzung für Marlboro Project Four. 1977 fuhr Keke Rosberg in einem Chevron B40 für das Team Fred Opert Racing den ersten Sieg eines Hart-Motors in der Formel 2 ein. 1979 ging Hart eine Verbindung mit dem Formel-2-Team Toleman ein, das vorrangig, aber nicht exklusiv mit Motoren beliefert wurde. Zahlreiche kleinere Privatteams verwendeten ältere Hart-Motoren, darunter Onyx Race Engineering oder Divina Galicas privater Rennstall. Tolemans Fahrer Brian Henton gewann 1979 in einem Ralt-Hart zwei Rennen und wurde Zweiter der Formel-2-Meisterschaft; 1980 gewann Henton die Meisterschaft für das Team Toleman-Hart, und sein Teamkollege Derek Warwick wurde Vizemeister. 1981 stieg Toleman zusammen mit Hart in die Formel 1 auf; Harts Motoren fanden gleichwohl bis 1982 Verwendung bei kleineren Formel-2-Teams.

## Hart-Motoren in der Formel 1

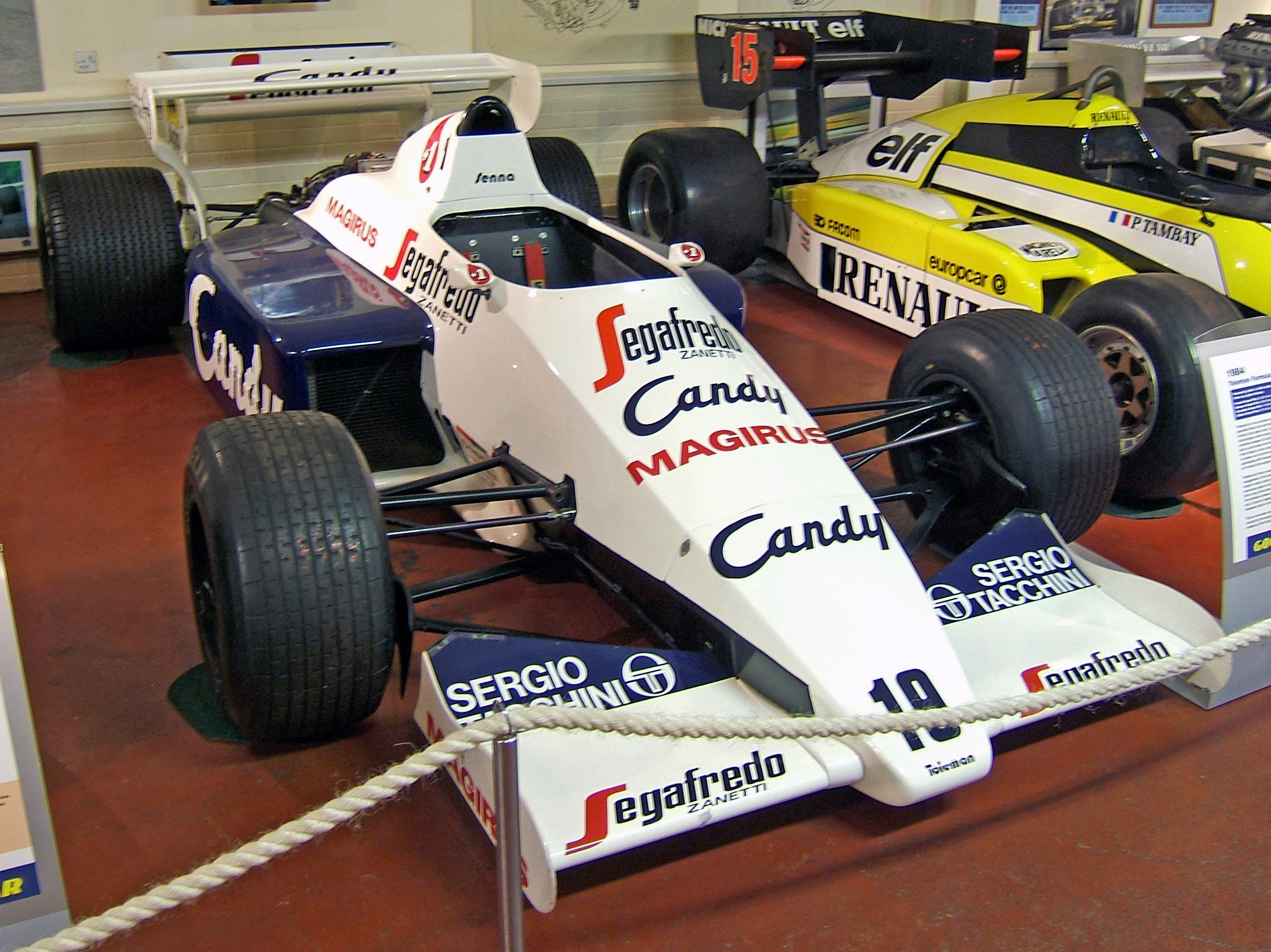
Toleman TG184 von 1984 mit einem Hart 415T-Motor

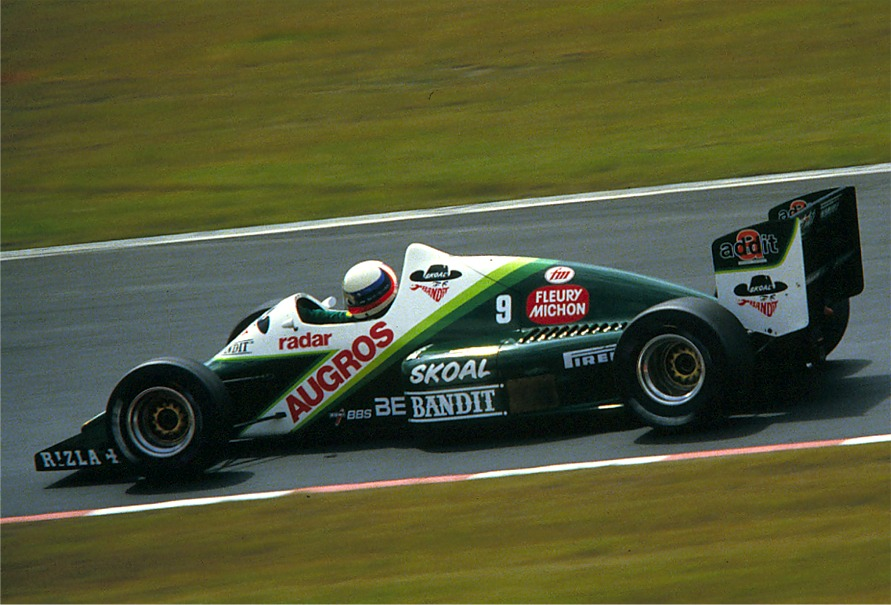
RAM 03 von 1985 (im Cockpit Manfred Winkelhock)

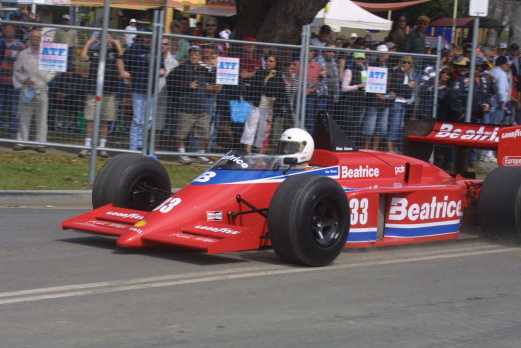
Force THL01 des Team Haas von 1985

1981 und 1986 sowie von 1993 bis 1997 wurden von Brian Hart konstruierte Motoren in der Formel 1 verwendet. Zwischen diesen beiden Phasen beschäftigte sich Hart mit dem Tuning von Cosworth-Motoren für zahlreiche Kundenteams der Formel 1.

### Die Turbo-Ära
1981 erschien der erste Hart-Motor in der Formel 1. Es war ein 1,5 Liter großen Reihenvierzylindermotor mit Turboaufladung. Der Hart 415T war nach dem Renault EF1 und dem Ferrari 126C der dritte aufgeladene Motor in der Formel 1 und es war zugleich der Erste, der ohne Unterstützung eines großen Automobilherstellers gebaut worden war. Erst 1985 kamen mit Motori Moderni und Zakspeed weitere private Hersteller von Turbomotoren hinzu.
Der Hart 415T war von dem erfolgreichen Formel-2-Motor 420R abgeleitet. Seine Besonderheit bestand darin, dass er keinen abnehmbaren Zylinderkopf hatte. Motorblock und Zylinderkopf wurde in einem Stück gegossen, sodass die Ventile durch das Innere des Zylinders eingebaut werden mussten. (Sackzylinder) Der Hart-Motor war einer der leistungsschwächsten Turbomotoren. Im Debütjahr betrug seine Leistung etwa 490 PS (360 kW); damit lag sie auf dem Niveau eines Cosworth-DFV-Saugmotors. 1984 übertraf der Hart-Motor mit inzwischen 560 PS (412 kW) die Leistung eines Cosworth DFY-Saugmotors um etwa 30 PS, während Ferraris Turbomotor bereits 660 PS (485 kW) leistete. Zudem galten die Hart-Motoren als unzuverlässig: In der Debütsaison fiel der Toleman-Hart von Brian Henton neunmal in Folge aus, bevor er im zehnten Rennen das Ziel erreichte.
In der Turboära belieferte Hart vornehmlich kleine, finanzschwache Teams. Zu den Kunden gehörten Toleman (1981–1985), RAM Racing (1984–1985), Spirit (1984–1985) und das Team Haas (1985–1986). Weltmeisterschaftspunkte erreichte nur Toleman, das 1983 mit zehn Punkten die Herstellerwertung (construktors' championship) als Neunter abschloss und 1984 mit 16 Punkten Siebter wurde. Erfolgreichster Fahrer eines Fahrzeugs, das mit einem Turbomotor von Hart ausgestattet war, war Ayrton Senna, der 1984 einen zweiten Platz und zwei dritte Plätze erreichte. Das beste Ergebnis erzielte er beim verregneten und vorzeitig abgebrochenen Großen Preis von Monaco, den er zwischen Alain Prost (Sieger) und Stefan Bellof (Dritter) als Zweiter beendete.
Der Einsatz von Harts Turbomotoren endete im Frühjahr 1986. Nachdem Toleman Ende 1985 von Benetton übernommen worden war und danach Motoren von BMW einsetzte und die weiteren Teams RAM und Spirit den Betrieb eingestellt hatten, verwendete 1986 nur noch das Team Haas Brian Harts Triebwerke. Auch Haas gab schließlich die 415-Motoren auf, als im Laufe der Saison 1986 der seit längerem erwartete Cosworth-GBA-Turbomotor einsatzbereit war.
Brian Hart beschäftigte sich daraufhin zwischen 1987 und 1991 mit dem Tuning von Cosworth-Saugmotoren, bevor er 1993 mit eigenen Zehnzylindermotoren in die Formel 1 zurückkehrte.

### Die Saugmotor-Ära

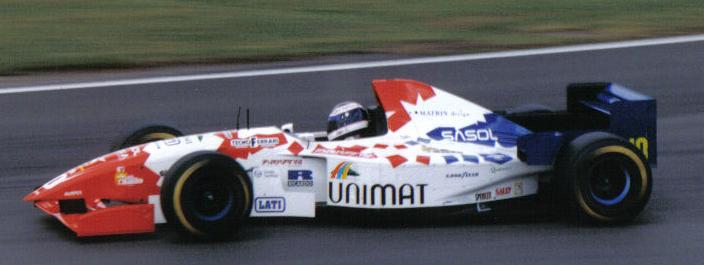
Taki Inoue im Footwork FA16 des Teams Arrows mit Hart 830 Achtzylinder

Im Laufe des Jahres 1992 entwickelte Hart mit finanzieller Unterstützung des südafrikanischen Erdölkonzerns Sasol einen Zehnzylinder-Saugmotor (Typ 1035), der 1993 und 1994 exklusiv von Jordan Grand Prix eingesetzt wurde. Der Hart 1035 hatte einen Zylinderwinkel von 72 Grad. Er gehörte 1994 mit einer Leistung von etwa 715 PS (526 kW) zu den schwächsten des Starterfelds. Die Leistungsausbeute lag etwa 10 PS über der der Cosworth HB-Motoren; der stärkste Motor, von der Scuderia Ferrari, leistete nahezu 100 PS mehr. Dennoch konnte Jordan mit dem Hart-Motor zunehmend erfolgreicher auftreten. Insbesondere in der Saison 1994 konnten die Fahrer Rubens Barrichello, Eddie Irvine sowie der kurzzeitig als Ersatz eingesetzte Andrea de Cesaris regelmäßig punkten; Höhepunkte waren Barichellos dritter Platz beim Großen Preis des Pazifiks sowie seine Pole-Position beim Großen Preis von Belgien.
Als die FIA nach den tödlichen Unfällen Sennas und Ratzenbergers beim Großen Preis von San Marino 1994 für die Formel-1-Weltmeisterschaft 1995 unter anderem eine Reduzierung des Hubraums auf 3,0 Liter beschloss, verband Hart diesen Schritt als einziger Hersteller mit einer Herabsetzung der Zylinderzahl. Harts Motor für 1995, der Typ 830, war daher ein 3,0 Liter großer Achtzylindermotor. Er wurde 1995 und 1996 von Arrows eingesetzt. In dieser Zeit war es der einzige Formel-1-Motor ohne pneumatische Ventilfedern. Das beste Ergebnis mit einem Hart 830 erzielte Gianni Morbidelli, als er beim Großen Preis von Australien 1995 Dritter wurde. 1997 wurde er noch einmal – nunmehr mit pneumatischen Ventilfedern – von Minardi genutzt, konnte aber als schwächster Motor des Jahres keine Meisterschaftspunkte mehr erzielen.
Von 1998 bis 1999 wurden Zehnzylindermotoren, die Brian Hart entwickelt hatte, unter der Bezeichnung Arrows 3.0 vom britischen Rennstall Arrows Racing eingesetzt. Der Erfolg blieb allerdings klein; in beiden Saisons zusammen erreichten die Fahrzeuge nur bei drei Rennen noch Punktplatzierungen, dies üblicherweise begünstigt durch zahlreiche Ausfälle der Konkurrenz. 2002 versuchte das britische Team Phoenix Finance (später: D.A.R.T. Racing), ein Chassis des kurz zuvor gescheiterten Teams Prost mit einem Zehnzylindermotor von Hart an den Start zu bringen. Das Team erhielt allerdings keine Erlaubnis zur Teilnahme an der Formel-1-Weltmeisterschaft.

## 420R im Rallyesport
Der Motor 420R von Hart, der mit zwei Litern Hubraum überwiegend in der Formel 2 Verwendung fand, wurde Anfang der 1980er Jahre von Ford für Tests des Ford Escort RS1700T eingesetzt. Das Fahrzeug sollte nach dem Ende der Produktion des Escort ’75 an der Rallye-Weltmeisterschaft teilnehmen und wurde nach dem neuen Reglement der Gruppe B aufgebaut. Bei Testfahrten in Portugal zeigte sich Testfahrer Ari Vatanen wenig begeistert vom Saugmotor von Hart. Weil die Fahrleistungen des RS1700T mit dem knapp 1,8 Liter großen Cosworth-BDT-Motor mit Turboaufladung besser waren, wurde der 420R nicht weiter erprobt. Auch der RS1700T ging nie in Serie, da das Projekt zugunsten des Ford RS200 mit Allradantrieb aufgegeben wurde. Der 420R leistete im Escort RS2300 etwa 220 kW (300 PS) und hatte ein Drehmoment von 327 Nm.

## Hart als Motorentuner
Zwischen 1987 und 1991 bereitete Hart Cosworth-Saugmotoren der Typen DFZ und DFR für Kundenteams vor. Hart war damit neben Heini Mader Racing Components in der Schweiz und Langford & Peck in Großbritannien einer der großen Tuningbetriebe der neuen Saugmotorära. Zu Harts Kunden gehörten:
- Arrows (1989 bis 1991)
- Coloni (1991)
- Fondmetal Corse (1991)
- Larrousse (1991)
- Onyx (1990)
- Osella (1990)
- Tyrrell (1987 und 1988)